# Der Lehrerstand (Bruckner)
Der Lehrerstand,  WAB 77, ist ein weltliches Chorwerk, das Anton Bruckner um 1847 während seines Aufenthalts im Stift St. Florian komponierte.

## Geschichte
Bruckner verfasste dieses Plädoyer für die Lehrer auf einem Text, möglicherweise von Ernst Marinelli, um 1847 während seines Aufenthalts im Stift St. Florian. Bruckner widmete das Werk seinem Vorgesetzten, dem Schulmeister Michael Bogner.
Das Lied wurde möglicherweise von der Liedertafel St. Florian zur Feier von Bogners 45. Geburtstag aufgeführt.
Das Originalmanuskript des Werkes ist verschollen. Kopien befinden sich jedoch im Archiv der Liedertafel St. Florian und der Österreichischen Nationalbibliothek. Das Werk, das erstmals in Band II/2, S. 16–22, der Göllerich/Auer-Biografie erschienen ist, erscheint in Band XXIII/2, Nr. 4 der Gesamtausgabe.

## Text
Der Lehrerstand verwendet einen Text, der möglicherweise von Ernst Marinelli stammt.
Die Zeit weiset auf einen Stand,

Der wenig gilt, doch allen nützt,

Den leider! mancher hier zuland

Weder ehret noch unterstützt.

Ist jener Stand euch nicht bekannt?

Es ist der wackre Lehrerstand.

Jener Stand ist in seinem Glück,

Wenn sein segensreiches Walten

Auf den Menschen wirkt zurück.

Tätigkeit und freies Schalten

Werden enden bald den Hohn,

Der meistens war bisher sein Lohn.

Trägheit war und ist ihm verhaßt,

Weil er nur Fleiß und Ordnung liebt.

Gern trägt er der Beschwerden Last,

Ist geduldig und nie betrübt,

Auch dann nicht, wenn ihn drückt die Not,

Und den Seinigen mangelt Brot.

Mehrmals ward er der Toren Spott,

Doch verließ ihn nie der Edelmut,

Fest vertrauend auf einen Gott,

Der ist und bleibt sein höchstes Gut.

Immer ernsthaft und bescheiden

Bleibt er selbst in Freud und Leiden.

Kennt ihr den Stand, der Geister weckt,

Das Kind fürs Leben brauchbar macht,

Oft wurde er mit Schmach bedeckt,

Von Narren auch sogar verlacht.

Höret! Dies ist der Lehrerstand,

Der so viel nützt dem Vaterland.

Für Menschenwohl und Menschenglück

Kämpfe fort, du wackrer Stand!

Es wird sich ändern dein Geschick

In einem bessern Vaterland.

Dort empfange von Gottes Sohn

Deinen verkürzten Erdenlohn.

## Musik
Das 84 Takte lange Werk in Es-Dur ist für Männerchor und Gesangsquartett geschrieben. Der Chor beginnt in 4/4. In Takt 14 (Jener Stand ist in seinem Glück) übernimmt das Gesangsquartett die Partie in 3/4. In Takt 45 (Mehrmals ward er der Toren Spott) übernimmt der Chor es in 4/4 und wechselt von Takt 60 (Kennt ihr den Stand, der Geister weckt) in 6/8 und ab Takt 72 (Für Menschenwohl und Menschenglück) wieder in 4/4 bis zum Ende.
Dieses erste größere Werk für Männerchor bemüht sich um originelle Züge, dezente Effekte und ausdrucksstarke Differenzierung.

## Diskografie
- Thomas Kerbl, Männerchorvereinigung Bruckner 12, Weltliche Männerchöre – CD: LIVA 054, 2012
- Markus Stumpner, Erinnerung – Bruckner in St. Florian, Sankt Florianer Sängerknaben – CD : Solo Musica SM 450, 2024 – Bearbeitung für Chor & Hammerklavier von Franz Farnberger